# فرانك أ. يومانز
فرانك أ. يومانز (بالإنجليزية: Frank A. Youmans)‏ هو محامي وقاضي أمريكي، ولد في 23 مايو 1860 في جفرسون سيتي في الولايات المتحدة، وتوفي في 11 أبريل 1932.